# Prometheum
Prometheum es un género  de plantas   perteneciente a la familia Crassulaceae. Comprende 10 especies descritas.

## Taxonomía
El género fue descrito por (A.Berger) H.Ohba y publicado en Journal of the Faculty of Science: University of Tokyo, Section 3, Botany 12(4): 139–198. 1978. La especie tipo es: Prometheum sempervivoides

## Especies seleccionadas
- Prometheum aizoon
- Prometheum chrysanthum
- Prometheum muratdaghense
- Prometheum pilosum
- Prometheum rechingeri
- Prometheum sempervivoides
- Prometheum serpentinicum
- Prometheum tymphaeum